# Provincia Tumbes

Provincia Tumbes este una din cele 3 provincii peruviene din Departamentul Tumbes din nordul țării.
Provincia Tumbes se învecinează la nord cu Oceanul Pacific,  la oest cu Provincia de Contralmirante Villar, la sud cu Ecuador e cu Provincia de Sullana și la est cu Provincia de Zarumilla.

## Diviziune politică
Tacna este împărțită în 6 Districte (Distritos).
- Tumbes
- Corrales
- La Cruz
- Pamapas de Hospital
- San Jacinto
- San Juan de la Virgen

## Capitala
Capitala acestei provincii este orașul Tumbes.